# Frank van der Struijk
Frank van der Struijk (* 28. března 1985, Boxtel, Nizozemsko) je nizozemský fotbalový obránce, hráč klubu Willem II Tilburg.

## Klubová kariéra
Frank hrál v Nizozemsku na profesionální úrovni nejprve v klubu Willem II Tilburg. V létě 2008 odešel do týmu Vitesse, ale v létě 2014 se do Tilburgu vrátil (mezitím zde ještě z Vitesse hostoval).

## Reprezentační kariéra
Frank van der Struijk byl členem nizozemských mládežnických reprezentačních výběrů.
Hrál na domácím Mistrovství světa hráčů do 20 let 2005 v Nizozemsku, kde jeho tým vypadl ve čtvrtfinále proti Nigérii v penaltovém rozstřelu. 

Zúčastnil se domácího Mistrovství Evropy hráčů do 21 let 2007, kde mladí Nizozemci porazili ve finále Srbsko 4:1 a vyhráli druhý titul v řadě.